# Historia postal de Brasil

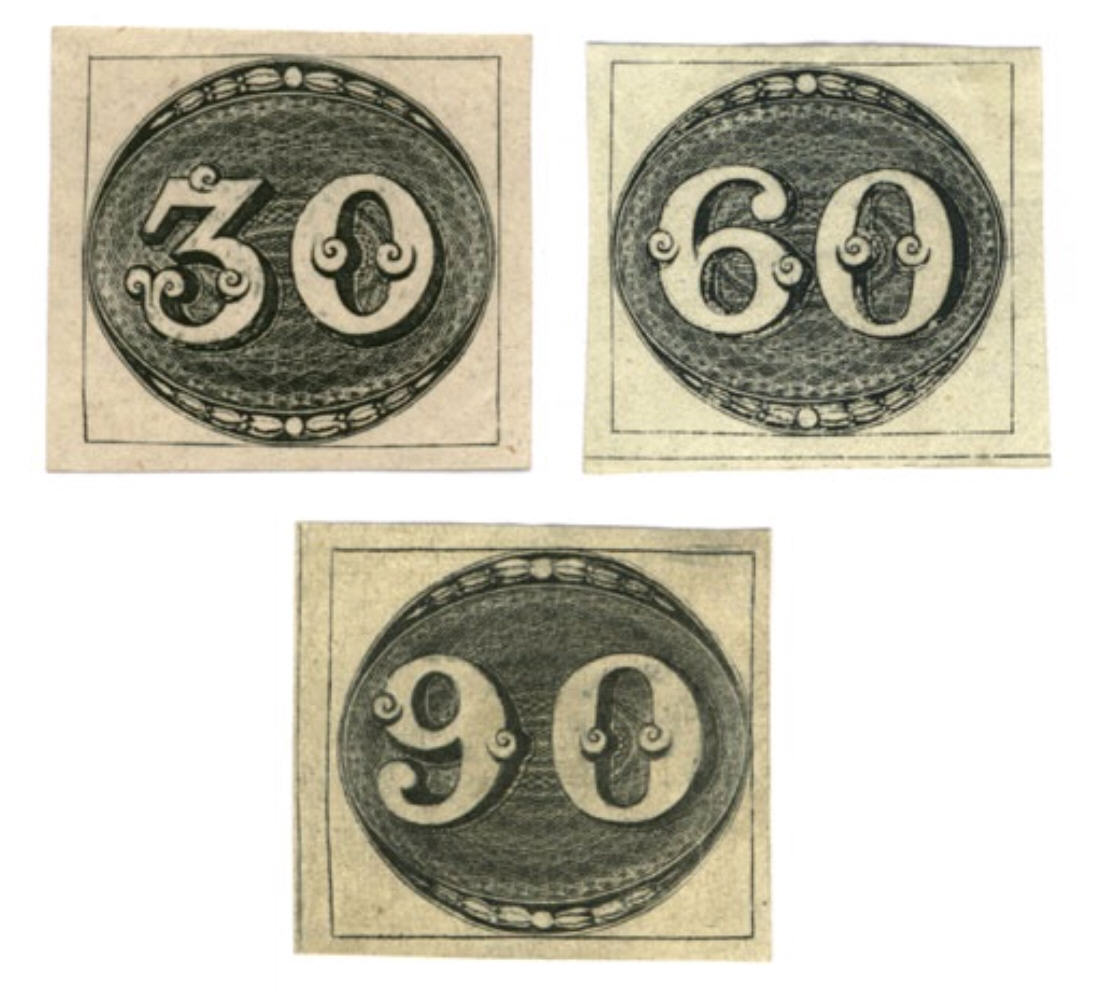
Primer número de 1843 "Ojo de Buey"

Brasil fue el segundo país del mundo, después de Gran Bretaña, en emitir sellos postales válidos en todo el país (a diferencia de una emisión local). Como los primeros sellos de Gran Bretaña, el diseño no incluyó el nombre del país.

## Primeras estampillas

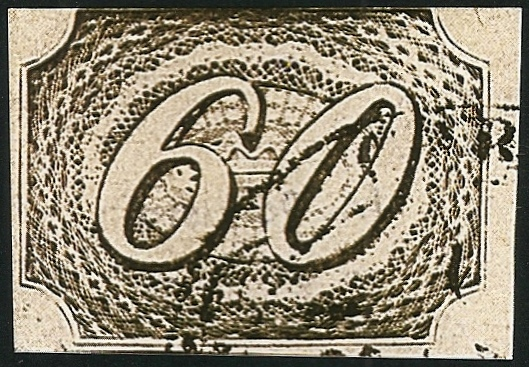
Un sello numérico inclinado de 1844 de Brasil.

Las primeras estampillas de Brasil se emitieron el 1 de agosto de 1843 y se conocen como "Ojo de Buey" debido a su apariencia. El 1 de julio de 1844 se emitió una nueva serie que se conoce como serie de números inclinados. Las estampillas posteriores tuvieron un formato similar hasta que se emitieron los primeros sellos pictóricos en 1866 que representan al emperador Pedro II.

## Emisiones de Pedro II

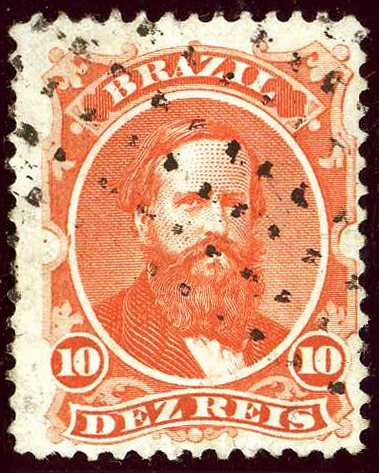
Pedro II con barba negra

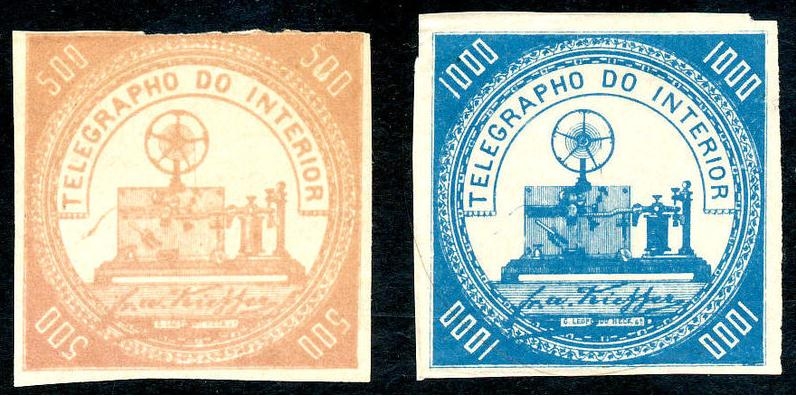
Sellos telegráficos de Brasil, 1871.

El Imperio del Brasil decidió encargar a la empresa American Bank Note Company de Nueva York, imprimir estampillas con la efigie de Pedro II, con el propósito de «fortalecer y legitimar la figura del monarca», apareciendo en todos los sellos de 1866 a 1884.